# Schizoprymnus vuptus
Schizoprymnus vuptus är en stekelart som beskrevs av Papp 1993. Schizoprymnus vuptus ingår i släktet Schizoprymnus och familjen bracksteklar. Inga underarter finns listade i Catalogue of Life.